# 帛紗

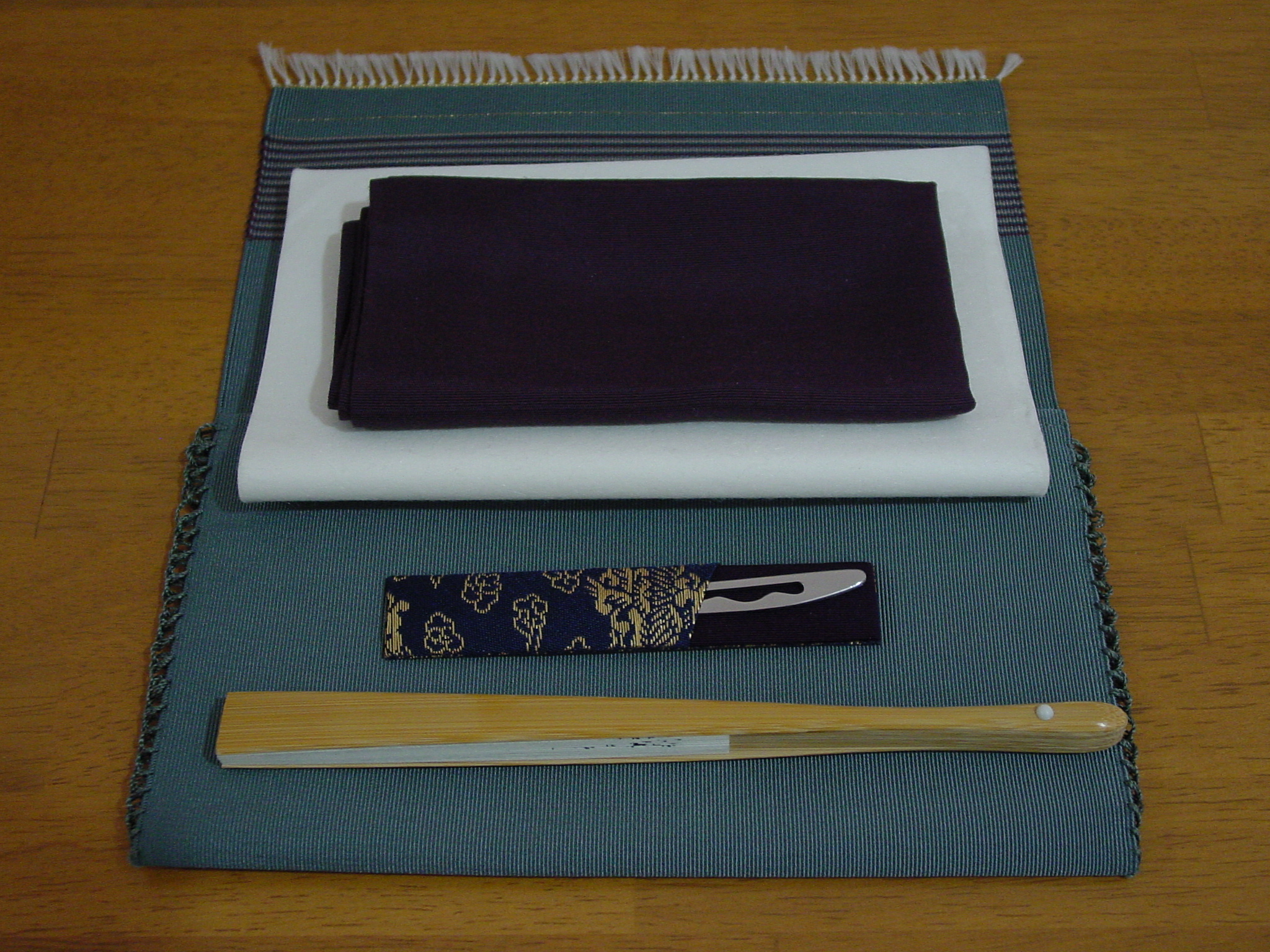
白の懐紙の上にたたまれている袱紗

帛紗（ふくさ）は、主に茶道で、茶器を取り扱うときに用いられる布である。服紗、袱紗とも表記される。材質は絹がほとんどだが、煎茶道では木綿のものが使われることもある。

## 概要
今では一般に紫色の塩瀬が用いられる。女性が緋色のものを用いることもあるが、これは口紅などが付着しても差し支えないようにである。裏千家においてはぼかし染めや友禅染めのものも用いられる。大きさは幅9寸、長さ1尺のものと、幅9寸5分、長さ1尺5寸のものとがある。

### 茶道における扱い
用途としては茶入、棗、茶杓などを拭う、また、釜の蓋を取るときに用いる。
点茶においてはなくてはならないもので、その扱い方はとくに「帛紗さばき」という。
茶杓、茶入の拭き方はいろいろな作法があり、帛紗さばきはそのなかで複雑である。
帛紗さばきの一例は、点者が茶席にはいる前に帛紗を三角形に折りたたみ、男性であれば帯の下からその一角をはさんで、女性であれば帯の上からはさんで出る。席に着いてから帛紗を抜き取り、右手で端を取り、左手親指を中央にいれて、帛紗を半分に折り曲げ、右手に取って、茶入、または棗を拭い、茶を点てる前、釜の蓋を取るときにも帛紗でそのつまみを取り、蓋を蓋置きに載せる。
茶を点て終わったのち茶杓を帛紗で拭うときにははじめと同じように帛紗さばきをして茶杓の中節から先に茶が付着したのを拭い、茶杓を持ったまま茶の付いた帛紗を建水の上で右手ではたき落とす。
帛紗を使い終わったらはじめのように三角形に折りたたみ、帯に付けて退出する。
- 記事袱紗挟みも参照のこと

### 煎茶道における扱い
煎茶道においては、通常茶量（茶合）や茶入（茶壺）を清める際に使われる。取り扱いは流派によって異なるが、あらかじめ茶席に袱紗を置いておいた状態で点前を始める流派が多い。また野点の場合は、その他の多くの道具と共に提籃に入れた状態で持ち運ぶのが一般的。